# 邓孝甫
鄧孝甫（?—?），字成之，自稱文昌先生。撫州臨川人。
進士及第，授官陳留尉，官至奉議郎，提點開封府界河渠。元符末年，因得罪蔡京贬死筠州，紹興二年（1132年）七月，由其孫鄧名世昭雪平反。

## 延伸阅读
[在维基数据编辑]
 《宋史·卷458》，出自脱脱《宋史》